# Ален IX де Роган

Герб рода Роганов

Ален IX (фр. Alain IX de Rohan); приблизительно 1382 — 20 марта 1462) — виконт де Роган с 1429 года, граф де Пороэт, сеньор де Леон, барон де Поншато, сеньор де Нойон-сюр-Андель, сеньор де Пон-Сен-Пьер, сеньор де Радепон и де Ла Гарнаш.

## Биография
Ален IX де Роган родился приблизительно в 1382 году в семье Алена VIII де Рогана и Беатрисы де Клиссон. После смерти отца в 1429 году он унаследовал обширные семейные владения и титулы виконта де Рогана и графа де Пороэта. Ален IX известен главным образом в связи со строительством в принадлежавшем ему Жослене: этот замок, ставший резиденцией Роганов, был перестроен в духе «пламенеющей готики» и бретонского ренессанса.
Ален IX был женат трижды. В первом браке, с Маргаритой де Монфор, дочерью герцога Бретонского Жана V, родился сын Ален (он погиб в 1449 году, при жизни отца) и четыре дочери: Жанна (жена Франсуа де Рье, графа д'Аркура), Маргарита (жена Жана Ангулемского и Жиля II де Монморанси-Лаваля), Екатерина (жена Жака де Динана и Жана д'Альбре, виконта де Тартаса) и Беатриса. Вторым браком Ален IX был женат на Марии Лотарингской, дочери Антуана Лотарингского, графа де Водемона, и Марии д'Аркур. Она родила ему наследника, Жана II, и дочь Екатерину. Наконец, третья жена, Перонелла де Мелль, родила семерых: Пьера (сеньора и барона де Поншато), Луи, Франсуа, Антуана, Мадлен, Анну и Изабеллу.